# Trochalus kochi
Trochalus kochi är en skalbaggsart som beskrevs av Frey 1968. Trochalus kochi ingår i släktet Trochalus och familjen Melolonthidae. Inga underarter finns listade i Catalogue of Life.